# Конституция Непала
Конституция Непала — основной закон Федеративной Демократической Республики Непал, вступивший в силу 20 сентября 2015 года.
В период с 2007 по 2015 гг. основным законом являлся временный акт Федеративной Демократической Республики Непал, вступивший в силу 15 января 2007 года и заменивший Конституцию Королевства Непал от 1990 года.
Временная конституция была разработана для облегчения управления процессом конституционной реформы, начавшейся после массового народного движения против монархии в апреле 2006 года. Временная конституция закрепила переход страны от унитарного государства конституционной монархии к федеративной республике.
Разработка проекта новой Конституции была поручена 2-му Учредительному собранию Непала.

## Конституция 2015 года
20 сентября 2015 года Президент страны объявил о принятии новой Конституции. Процесс принятия основого закона сопровождался массовыми протестами, в ходе которых погибло 40 человек.
Конституция 2015 года подразумевает образование государства на федеративных началах и разделение Непала на семь провинций, что вызвало недовольство разных этнических групп.
Камнем преткновения стала статья о сохранении статуса светского государства. Её изъятия из нового документа требовала Национальная демократическая партия Непала. Сторонники монархии хотели закрепить за индуизмом статус государственной религии. Но в ходе голосования предложение было отвергнуто, что привело к новым беспорядкам на юге страны.